# Jakub Sylvestr
Jakub Sylvestr (Banská Bystrica, 2. veljače 1989.) slovački je nogometaš koji igra na poziciji napadača. Trenutačno igra za slovački klub Komárno. 

## Klupska karijera
Počeo je u mlađim uzrastima slovačkih nogometnih klubova Jupie Podlavice i FK Dukla Banská Bystrica da bi 2005. godine prešao u ŠK Slovan iz Bratislave s kojim je 2007. godine potpisao profesionalni ugovor i iz kojeg je 29. kolovoza 2010. godine prešao u Dinamo Zagreb. Svoj prvi zgoditak za Dinamo postiže na utakmici 1/16 hrvatskog nogometnog kupa, u Dinamovoj pobjedi od 6:0 protiv Zadrugara iz Hrastovskog, 22. rujna 2010. godine. Prvi ligaški zgoditak za Dinamo u postiže 3. listopada 2010. godine u 10. kolu sezone 2010./11. u utakmici protiv NK Istra 1961.

## Reprezentativna karijera
Trenutačno je član slovačke nogometne U-21 reprezentacije, a bio je i član slovačkih nogometnih U-17 i U-19 reprezentacija. Za slovačku nogometnu A reprezentaciju debitirao je protiv Makedonije, 3. rujna 2010. godine u kvalifikacijskoj utakmici za odlazak na europsko prvenstvo u nogometu 2012.

## Vanjske poveznice
- Jakub Sylvestr statistika na hrsport.net  Arhivirana inačica izvorne stranice od 7. listopada 2010. (Wayback Machine)
- Jakub Sylvestr profil i statistika na uefa.com